# Zielony Bór (rejon oszmiański)
Zielony Bór (biał. Зялёны Бор; ros. Зелёный Бор) − wieś na Białorusi, w obwodzie grodzieńskim, w rejonie oszmiańskim, w sielsowiecie Boruny.
Dawniej używana nazwa – Bałwaniszki I, Bałwaniszki II, Bałwaniszki III.

## Historia
W czasach zaborów wieś w gminie Holszany, w powiecie oszmiańskim, w guberni wileńskiej Imperium Rosyjskiego. W 1866 roku miała 46 dusz rewizyjnych, należała do Mineyków. W 1905 roku liczyła 201 mieszkańców, własność Mineyków.
W latach 1921–1945 wymienione trzy wsie: Bałwaniszki I, Bałwaniszki II i Bałwaniszki III. Leżały w Polsce, w województwie wileńskim, w powiecie oszmiańskim, w gminie Holszany.
W 1931 Bałwaniszki I w 12 domach zamieszkiwały 62 osoby, Bałwaniszki II w 15 domach zamieszkiwało 101 osób, Bałwaniszki III w 7 domach zamieszkiwało 41 osób.
Wierni należeli do parafii rzymskokatolickiej i prawosławnej w Holszanach. Miejscowość podlegała pod Sąd Grodzki w Holszanach i Okręgowy w Wilnie; właściwy urząd pocztowy mieścił się w Holszanach.